# Rakesh Sharma
Rakesh Sharma (* 13. Januar 1949 in Patiala, Punjab) ist ein Pilot und Offizier der indischen Luftstreitkräfte und ehemaliger Kosmonaut. Er war als erster Inder im Weltraum.

## Leben
Rakesh Sharma wurde am 20. September 1982 durch die Indian Space Research Organisation in Absprache mit dem sowjetischen Juri-Gagarin-Kosmonautentrainingszentrum als Raumfahrer ausgewählt. 1984 war Sharma als Forschungskosmonaut Mitglied der dritten Gastmannschaft von Saljut 7, zu der er mit Sojus T-11 flog. Er kehrte am 11. April 1984 mit Sojus T-10 zur Erde zurück.
1987 verließ Rakesh Sharma den aktiven Militärdienst und wurde zuerst Testpilot, dann leitender Testpilot bei der Nashik Division der Hindustan Aeronautics. 1992 ging er an die Niederlassung der Hindustan Aeronautics in Bangalore, wo er wieder leitender Testpilot war. 2001 gab Sharma den Beruf des Testpiloten auf.
Sharma ist verheiratet und hat zwei Kinder.